# Shashe Dam
Shashe Dam är en reservoar i Botswana. Den ligger i den östra delen av landet, 400 km norr om huvudstaden Gaborone. Shashe Dam ligger 981 meter över havet.
Omgivningarna runt Shashe Dam är huvudsakligen savann. Runt Shashe Dam är det mycket glesbefolkat, med 2 invånare per kvadratkilometer.